# Matti Raekallio
Matti Juhani Raekallio (geb. 14. Oktober 1954 in Helsinki) ist ein finnischer Pianist. 

## Wirken
Raekallio studierte am Konservatorium in Turku und an Konservatorien in London, Wien und Leningrad. Er promovierte 2007 an der Sibelius-Akademie Helsinki über historischen Fingersatz; zudem ist er Ehrendoktor der Estnischen Musikakademie.
Raekallio gab 1981 sein Amerikadebüt in der Carnegie Hall in New York City. Seitdem trat er regelmäßig als Solist mit namhaften amerikanischen Orchestern auf, weitete seine Konzerttätigkeit aber dann auf Europa und Asien aus. Er nahm etwa 20 Alben auf, dabei auch sämtliche Klaviersonaten von Prokofiew.
Weiterhin unterrichtete Reakallio an der Sibelius-Akademie (seit 1996 als Professor); 2005 wechselte er als Hochschullehrer an die Hochschule für Musik und Theater Hannover. 2007 erhielt er einen Ruf an die Juilliard School of Music in New York; zeitweise hatte er diese drei Positionen gleichzeitig inne. Weiterhin lehrte er bei Meisterkursen in Japan, Israel und den USA; viele Preisträger internationaler Wettbewerbe gehören zu seinen Schülern. 